# Радево (Сливенская область)
Радево (болг. Радево) — село в Болгарии. Находится в Сливенской области, входит в общину Нова-Загора. Население составляет 224 человека.

## Политическая ситуация
В местном кметстве Радево, в состав которого входит Радево, должность кмета (старосты) исполняет Колё Николаев Колев по результатам выборов.
Кмет (мэр) общины Нова-Загора — Николай Георгиев Грозев (Граждане за европейское развитие Болгарии (ГЕРБ)) по результатам выборов.